# ОШ „Свети Сава” Липнички Шор
ОШ „Свети Сава” основна школа у Липничком Шору. Школа има два издвојена оделења у Козјаку и у Јелаву.

## Опште информације
Матична школа се налази у центру приградског насеља Липнички Шор, шест километара удаљеног од Лознице, са десне стране магистралног пута Лозница-Шабац.
Повољна локација школа, већини ученика пружа могућност да за релативно кратко време пешице стижу до школе. Изузетак је мањи број ученика који у зимском периоду користе аутобуски превоз.

## Издвојена одељења

### Јелав
На истом путу као и матична страна, са десне стране, удаљена од Лознице десетак километара налази се школа у издвојеном одељењу Јелав.

### Козјак
Школа у издвојеном оделењу Козјак се налази на пути Липнички Шор – Текериш, удаљена од Липичког Шора око два километра.

## Историјат
Основна школа у Липничком Шору отворена је у јесен 1944. године. До школске 1947/48. године школа је радила у згради данашњег издвојеног одељења Козјак да би у пролеће 1948. ученици из Липничког Шора прешли у школу која се налазила на месту данашње школе.
Та прва школска зграда била је адаптирана кафана, поклон Влајка Станковића из Београда па је убрзо постала тесна и нефункционална. Тај проблем покушавао се решити адаптацијом задружног дома али се питање функционалног простора није решило све до 1974. године када је изграђена нова школска зграда у којој школа данас ради.
Одлуком Скупштине општине Лозница 1975. године основној школи у Липничком Шору припојена је и основна школа у Козјаку као њено издвојено одељење. Одлуком Владе Републике Србије од 1994. године одређена је нова мрежа основних школа по којој је нашој школи припојена и основна школа у Јелаву.
Школа носи име првог српског просветитеља од 1994. године.

## Награде и признања
За свој успешан рад је добила многа признања међу којима је најзначајније „Септембарска награда“ СО Лозница 1978. године.

## Пројекти
У оквиру пројекта „Друга шанса“ је од 2011. до 2013. године спроведено Функционално основно образовање одраслих (ФООО) за 4.000 одраслих учесника преко 15 година старости, без завршеног основног образовања и стручне оспособљености.
Наставни програм је распоређен у 3 циклуса, а сваки траје једну школску годину:
- први циклус (I-IV разред)
- други циклус (V-VI разред), и
- трећи циклус(VII-VIII разред и обука за изабрано занимање)

Након успешно завршеног програма ФООО полазници добијају диплому о завршеном основном образовању и сертификат о стручним компетенцијама.

## Галерија
- Издвојено оделење у Козјаку